# Andy Levin
Pour les articles homonymes, voir Levin.
Andrew Saul Levin dit Andy Levin, né le 10 août 1960 à Berkley (Michigan), est un homme politique américain.
Membre du Parti démocrate, il est élu du Michigan à la Chambre des représentants des États-Unis de 2019 à 2023, succédant à son père Sander Levin.

## Biographie

### Famille
Levin est le fils de Sander Levin et Mary Freeman, qui ont ensemble quatre enfants. Il est issu d'une famille engagée en politique : son père et son oncle Carl représentent tous les deux le Michigan au Congrès des États-Unis.

### Études et carrière professionnelle
Levin est diplômé d'un baccalauréat universitaire du Williams College (1983), d'une maîtrise en langues et cultures asiatiques de l'université du Michigan (1990) et d'un doctorat de la faculté de droit de Harvard (1994),. Il travaille pendant 11 ans dans le secteur syndical, en tant qu'adjoint au directeur à l'organisation de l'AFL-CIO.
En 2006, il se présente au Sénat du Michigan dans le 13e district. Il est battu de justesse par le républicain John Pappageorge, qui le devance de 776 bulletins (soit 0,6 % du total).
Après sa défaite, Levin est nommé directeur-adjoint du département de l'énergie, du travail et de la croissance économique du Michigan par la gouverneure Jennifer Granholm,. À ce poste, il supervise notamment le programme de formation No Worker Left Behind. En novembre 2009, la gouverneure le nomme à la tête des ressources humaines de l'État (Michigan's chief workforce officer), parallèlement à ses autres fonctions. Il devient directeur par intérim du département de l'énergie, du travail et de la croissance économique en 2010, à la fin du mandat de Granholm,.
Il quitte ses fonctions en 2011 et fonde Levin Energy Partners LLC, une société spécialisée dans les partenariats public-privé en matière d'énergies renouvelables.

### Carrière politique
Avant les élections législatives de 2018, Sander Levin annonce qu'il n'est pas candidat à un nouveau mandat, après 35 ans au Congrès. Son fils Andy se présente alors à la Chambre des représentants des États-Unis dans le 9e district du Michigan, qui comprend une partie des comtés de Macomb et d'Oakland. Issu d'une famille connue dans le district, Levin reçoit le soutien de plusieurs personnalités locales et de nombreux syndicats. En août 2018, il remporte la primaire démocrate avec 52 % des voix, devançant notamment l'ancienne représentante d'État Ellen Lipton (à 42 %). Il devient alors le favori de l'élection générale de novembre, dans une circonscription favorable aux démocrates. Il est élu représentant des États-Unis en battant le républicain Candius Stearns (59,6 % contre 36,8 %).
Il est mentionné comme un potentiel Secrétaire au Travail des États-Unis dans l'administration de Joe Biden après la victoire de ce dernier à l'élection présidentielle, mais Marty Walsh lui est préféré.
Le redécoupage des districts congressionels du Michigan en vue des élections de 2022 le place dans le même district que sa collègue Haley Stevens. Notamment soutenu par Bernie Sanders, il est battu par Stevens lors de la primaire démocrate du 2 août 2022.